# Casa des de Madar
Casa des de Madar és una casa a Arró, al municipi d'Es Bòrdes (Vall d'Aran) inclosa a l'Inventari del Patrimoni Arquitectònic de Catalunya.

## Descripció
Casa d'estil popular, es troba a la sortida del poble si seguim l'antic camí que anava a Benòs. S'hi accedeix per una escalinata de pedres. Es caracteritza per la seva decoració a la façana, imitant l'estil gascó que ja hem vist a la casa des de Sant Joan. Aquesta imitació és de més baixa qualitat, ja que la decoració en pedra aquí es substitueix per pintura.
Totalment abandonada, presenta seriosos problemes d'humitat, perillant el seu estat de conservació.